# Leblon
Leblon (od francuske riječi: Le Blond) je otmjena četvrt Rio de Janeira, zapadno od četvrti, i plaže Ipaneme. Slična je Ipanemi, s razlikom što je još ekskluzivnija.